# Middenwetering
Middenwetering is een buurt in de Nederlandse gemeente Kampen en maakt deel uit van de woonwijk Flevowijk-Cellesbroek-Middenwetering. Middenwetering wordt begrensd door: Wederiklaan, Zwartendijk, Flevoweg, en Cellesbroeksweg. 

## Basisscholen
De wijk kent vijf basisscholen:
- De Wegwijzer (protestants-christelijk onderwijs)
- De Morgenster (protestants-christelijk onderwijs)
- De Mirt (gereformeerd vrijgemaakt christelijk onderwijs)
- Groen van Prinstererschool (reformatorisch christelijk onderwijs)
- Dirk van Dijkschool (openbaar onderwijs)

## Winkelcentrum
Aan het Penningkruid is het wijkwinkelcentrum gevestigd met onder meer een supermarkt, drogist, een bloemist, een Chinees restaurant, een snackbar en een tankstation.

## Sportvoorzieningen
De wijk kent drie sportvoorzieningen:
- voetbalvereniging Go-Ahead Kampen
- Sporthal Cellesbroek
- IJsbaan TOG (Tot Ons Genoegen)